# Bassillac
Bassillac är en kommun i departementet Dordogne i regionen Nouvelle-Aquitaine i sydvästra Frankrike. Kommunen ligger i kantonen Saint-Pierre-de-Chignac som tillhör arrondissementet Périgueux. År 2018 hade Bassillac 1 902 invånare.

## Befolkningsutveckling
Antalet invånare i kommunen Bassillac
Referens:INSEE